# Laboratório Nacional de Engenharia Civil

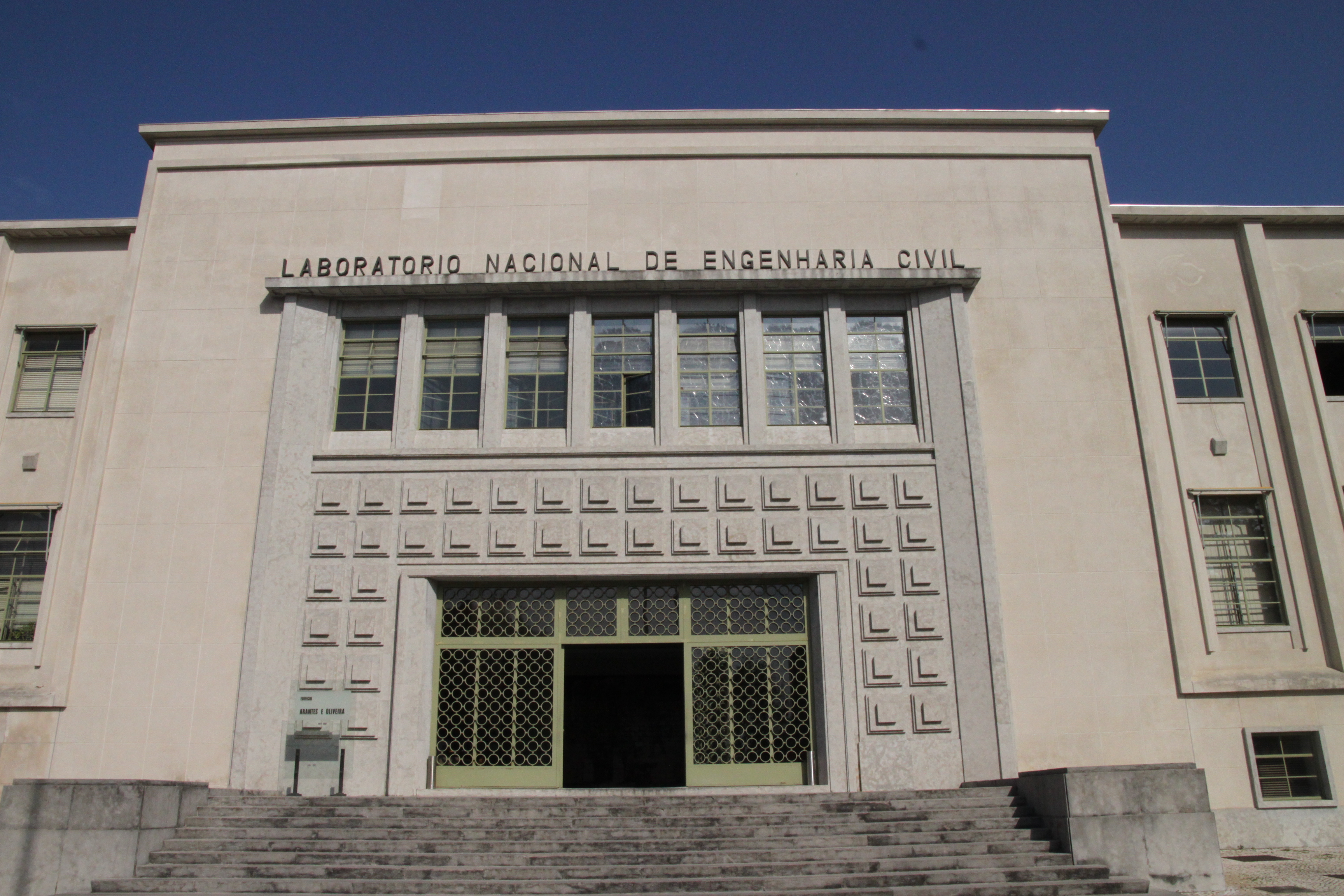
Haupteingang

Laboratório Nacional de Engenharia Civil (LNEC; deutsch Nationale Forschungsanstalt für Bauingenieurswesen) ist ein staatliches portugiesisches Institut mit eigener Rechtspersönlichkeit mit dem Spezialgebiet Forschung und Entwicklung im Bereich Hochbau und Tiefbau. 
LNEC untersteht dem portugiesischen Ministerium für öffentliche Arbeiten, Verkehr und Kommunikation (Ministério das Obras Públicas, Transportes e Comunicações). LNEC wurde am 19. November 1946 gegründet. Der LNEC Campus umfasst eine Gesamtfläche von rund 22 Hektar und befindet sich zwei Kilometer südlich vom Flughafen Lissabon-Portela. Der zusammenhängende Komplex mit Labor für Werkstoffprüfung grenzt im Süden an die Avenida do Brasil an wo sich auch der Haupteingang und die Zufahrt zum Hauptparkplatz befindet. 
Eine Hauptaufgabe der LNEC ist die wissenschaftliche und technische Beratung zur Unterstützung der Bauwirtschaft im Straßen-, Flughäfen-, Eisenbahn- und Brückenbau. Derzeit beschäftigt LNEC über 556 Mitarbeiter, davon verfügen rund 46 % über einen Hochschulabschluss oder gleichwertigen Abschluss. 27 % der Mitarbeiter sind im Bereich der wissenschaftlichen Forschung tätig. Leiter des LNEC ist Carlos Pina. 

## Bibliothek
Die LNEC verfügt über eine eigene Bibliothek mit ca. 145.000 Bände, von denen rund 30.000 auf Normen und Bauvorschriften entfallen. Rund 2400 Zeitschriftentitel stehen im Austausch mit vergleichbaren Einrichtungen auf der ganzen Welt zur Verfügung. Die Bibliothek befindet sich im Manuel Rocha Gebäude. Die wissenschaftlich technische Bibliothek ist der Öffentlichkeit zugänglich.

## LNEC-Projekte
Das LNEC ist an verschiedenen Bauprojekten auch als Gutachter und Berater im In- und Ausland beteiligt, wie zum Beispiel: 
- Terceira Travessia do Tejo
- General-Rafael-Urdaneta-Brücke
- Ponte Hintze Ribeiro
- Túnel do Rossio
- 516 Arouca

Als Folge der breiten Palette von Aktivitäten in Wissenschaft und Technologie veröffentlichte das LNEC im Jahr 2011 rund 1124 Publikationen.

## Trivia
Das Hauptgebäude des LNEC ist seit dem 24. Dezember 2012 in der „Liste Monumento de Interesse Público“ eingetragen.